# Риолунато
Риолунато (итал. Riolunato) —  коммуна в Италии, располагается в регионе Эмилия-Романья, в провинции Модена.
Население составляет 734 человека (2008 г.), плотность населения составляет 16 чел./км². Занимает площадь 45 км². Почтовый индекс — 41020. Телефонный код — 0536.
Покровителем коммуны почитается святой апостол Иаков Старший.

## Демография
Динамика населения:

## Администрация коммуны
- Официальный сайт: http://www.comune.riolunato.mo.it/